# 臨時資金調整法
臨時資金調整法（りんじしきんちょうせいほう、昭和12年9月10日法律第86号）は、日本国内の資金を「支那事変」（日中戦争）にふり向けるために制定された法律である。
1937年（昭和12年）9月10日公布。第11条は9月15日施行、その他は9月27日施行。

## 概要

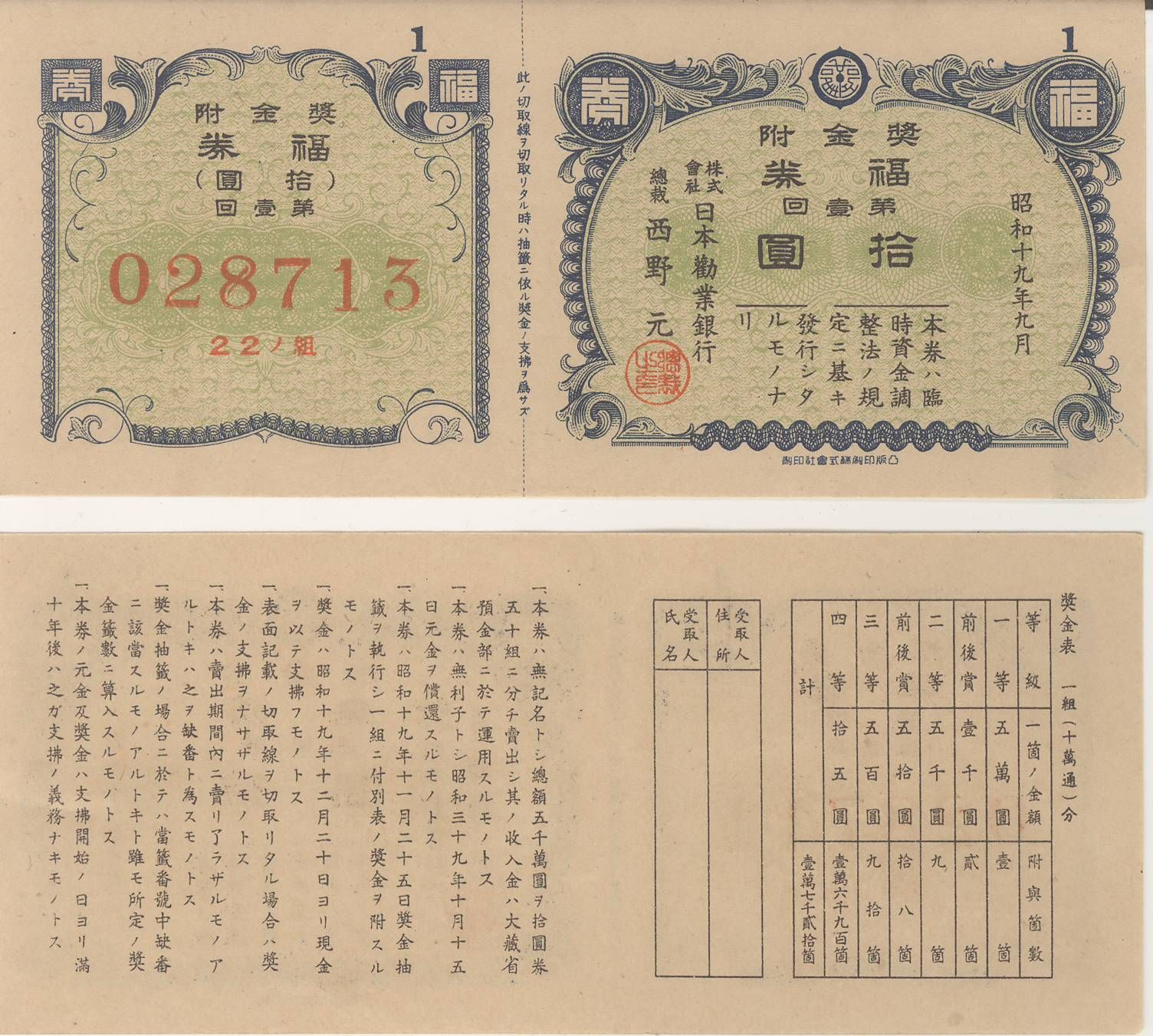
本法に基づいて発行された福券（現代の宝くじに相当）

日中戦争の勃発、進展にともない、日本国内の物資、資金を戦争遂行のために動員することが緊急課題になったが、戦争遂行において不急不要な（緊急性・必要性のない）事業への資金の流入を制限する一方で、戦争遂行に緊急、必要な資金を豊富ならしめるために制定されたものである。
第1条には「支那事変ニ関聯シ物資及資金ノ需給ノ適合ニ資スル為国内資金ノ使用ヲ調整スルヲ目的トス」とあり、その方法は、銀行、信託会社、産業組合中央金庫、商工組合中央金庫および北海道、府県を区域とする信用組合聯合会（金融機関と称する）が、事業設備の新設、拡張、改良に関する資金の貸付をする、または有価証券の応募、引受もしくは募集の取扱をするには、政府の許可を要する（2条）。
以上の金融機関でないもので、有価証券の引受または募集の取扱を業とするもの（証券引受業者と称する）が、有価証券の応募、引受または募集の取扱をするときも、同様に政府の許可を要する（2条）。
他方、事業会社においても、会社の設立、資本の増加、合併または目的の変更は政府の許可を要し、また第二回以後の払込徴収、自己資本による事業設備の新設、拡張または改良、他人に引受または募集の取扱をさせないで社債を募集させようとするときなど、いずれも政府の許可を要する（4条）。
これら政府の許可あるいは許可の事務は日本銀行に取り扱わせる（5条）。
ただし金融機関または証券引受業者が資金の貸付、有価証券の応募、引受もしくは募集の取扱いについて自治的に調整するときは政府の許可を受けなくてよい（3条）。
このようにして資金の使用を制限するとともに、事業資金を潤沢ならしめる方策が採られる。
すなわち、(1)日本興業銀行が認められている興業債券の発行限度（5億円）を超えてさらに5億円を発行することができる（6条）、(2)時局に緊急な事業を営む会社は政府の認可を受けて株金金額払込前でも増資ができる（8条）、(3)このような事業会社はまた政府の認可を受けて払込資金の2倍まで社債を発行することができる（9条1項）
そして「資金使用ノ調整ニ関シ重要ナル事項ヲ調査審議スル為臨時資金調整委員会ヲ置ク」（11条）
また、臨時資金審査委員会が設置され、以上のような政府の許可または認可に関する処分で事案の重要なものについてはこの委員会の議を経なければならない（12条）。
なお、「本法ハ第十四条及第十五条ヲ除キ支那事変終了後一年内ニ之ヲ廃止スルモノトス」と規定された。

## 廃止
戦後もしばらくは設備資金統制の法的枠組みとして機能し続けたが、芦田内閣下の1948年（昭和23年）4月7日に廃止された。